# ABC Music (альбом)
ABC Music: The Radio 1 Sessions — сборник британской инди-рок группы Stereolab. Он был выпущен 8 октября 2002 года. На двухдисковом альбоме-компиляции собраны 32 трека группы из её сессий на BBC Radio 1, записанных с июля 1991 по август 2001 года. В сборник вошли выступления в шоу Джона Пила и Марка Рэдклиффа, и он выпущен только на компакт-диске (CD).

## Отзывы
| Оценки критиков | Оценки критиков |
| Источник        | Оценка          |
| --------------- | --------------- |
| AllMusic        | [ 1 ]           |
| Pitchfork Media | (8.0/10)        |
| Rolling Stone   | favorable       |

ABC Music получил благоприятные отзывы музыкальных критиков.
Стюарт Мейсон из Allmusic отметил, что «Stereolab могут быть свирепой концертной группой, а их фирменная смесь краутрока, лёгкого прослушивания и бразильских влияний (в разных пропорциях на протяжении всей карьеры) обычно приобретает дополнительную агрессивность в живом исполнении. Знакомые песни звучат здесь более приглушённо. ABC Music — это, вероятно, не то место, с которого стоит начинать знакомство с Stereolab новичкам, но любой поклонник будет впечатлён».

## Список композиций

### CD 1
1. «Super-Electric» — 4:48 (Peel, 30/7/1991)
2. «Changer» — 4:11
3. «Doubt» — 2:41
4. «Difficult Fourth Title» — 4:45
5. «Laissez Faire» — 3:57 (Peel, 28/6/1992)
6. «Revox» — 3:12
7. «Peng 33» — 2:57
8. «John Cage Bubblegum» — 2:56
9. «Wow and Flutter» — 2:54 (Peel, 28/9/1993)
10. «Anemie» — 4:41
11. «Moogie Wonderland» — 2:34
12. «Heavy Denim» — 3:09
13. «French Disko» — 3:12 (Radcliffe, 13/12/1993)
14. «Wow and Flutter» — 2:56
15. «Golden Ball» — 5:45
16. «Lo Boob Oscillator» — 4:33
17. «Check and Double Check» — 2:51 (Radcliffe, 22/11/1994)
18. «Working Title (The Pram Song)» — 4:13

«Difficult Fourth Title» это песня, которая в итоге получила название «Contact» (из Super-Electric, а затем Switched On). «Working Title (The Pram Song)» ранняя версия песни «Seeperbold» из Aluminum Tunes.

### CD 2
1. «International Colouring Contest» — 3:42
2. «Anamorphose» — 7:27
3. «Metronomic Underground» — 10:14 (Peel, 15/2/1996)
4. «Brigitte» — 5:50
5. «Spinal Column» — 3:31
6. «Tomorrow Is Already Here» — 4:43
7. «Les Yper-Sound» — 6:00 (Evening Session, 26/2/1996)
8. «Heavenly Van Halen» — 3:09
9. «Cybele’s Reverie» — 3:59
10. «Slow Fast Hazel» — 4:07
11. «Nothing to Do With Me» — 4:01 (Peel, 19/9/2001)
12. «Double Rocker» — 5:33
13. «Baby Lulu» — 5:03
14. «Naught More Terrific Than Man» — 3:56

«Heavenly Van Halen» это рання версия трека «Pinball» из мини-альбома Fluorescences.